# Makirauggla
Makirauggla (Athene roseoaxillaris) är en nyligen urskild fågelart i familjen ugglor inom ordningen ugglefåglar.

## Utseende och systematik
Fågeln förekommer enbart på öarna Makira och Bauro i södra Salomonöarna. Den behandlas som monotypisk, det vill säga att den inte delas in i några underarter.

### Artstatus
Makiraugglan behandlades tidigare som underart till salomonugglan men urskiljs allt oftare som egen art.

### Släktestillhörighet
Makiraugglan, liksom närbesläktade malaita-, guadalcanal- och salomonugglorna, placerades tidigare bland spökugglorna i släktet Ninox. Genetiska studier har dock visat att de istället är en del av Athene.

## Status och hot
Arten är upptagen på internationella naturvårdsunionen IUCN:s röda lista över hotade arter, där listad som sårbar (VU).